# Wellington (Florida)
Wellington es una villa ubicada en el condado de Palm Beach en el estado estadounidense de Florida. En el Censo de 2010 tenía una población de 56.508 habitantes y una densidad poblacional de 483,93 personas por km²., siendo el quinto municipio más importante en población en el condado.

## Geografía
Wellington se encuentra ubicada en las coordenadas 26°38′50″N 80°16′28″O / 26.64722, -80.27444. Según la Oficina del Censo de los Estados Unidos, Wellington tiene una superficie total de 116.77 km², de la cual 116.25 km² corresponden a tierra firme y (0.44%) 0.52 km² es agua.

## Demografía
Según el censo de 2010, había 56.508 personas residiendo en Wellington. La densidad de población era de 483,93 hab./km². De los 56.508 habitantes, Wellington estaba compuesto por el 80.01% blancos, el 10.37% eran afroamericanos, el 0.18% eran amerindios, el 3.83% eran asiáticos, el 0.04% eran isleños del Pacífico, el 3.05% eran de otras razas y el 2.52% pertenecían a dos o más razas. Del total de la población el 19.38% eran hispanos o latinos de cualquier raza.